# NGC 2859
NGC 2859 је спирална галаксија у сазвежђу Мали лав која се налази на NGC листи објеката дубоког неба.
Деклинација објекта је + 34° 30' 48" а ректасцензија 9h 24m 18,6s. Привидна величина (магнитуда) објекта NGC 2859 износи 10,9 а фотографска магнитуда 11,8. Налази се на удаљености од 25,4000 милиона парсека од Сунца. NGC 2859 је још познат и под ознакама UGC 5001, MCG 6-21-30, CGCG 181-40, PGC 26649.